# 経営の三要素
経営の三要素（けいえいのさんようそ）とは一般的に組織運営に必要な「人、物、金」を示したものである。但し、それぞれ漢字と意味合いが違うとして「ヒト、モノ、カネ」とカタカナで表記する場合もある。
また、近年は技術の重視やITの発達などにより、「技術」「情報」（あるいは両方を合わせた概念）をこれに加えるべきだと言う意見もある。